# Amanalco
Amanalco är en kommun i Mexiko. Den ligger i västra delen av delstaten Mexiko, strax väst om Toluca de Lerdo och cirka 75 km sydväst om huvudstaden Mexico City. Den administrativa huvudorten i Amanalco är Amanalco de Becerra, medan den största orten sett till befolkning är San Juan.
Kommunen hade sammanlagt 22 868 invånare vid folkräkningen 2010. Kommunens area är 222,27 kvadratkilometer, och den ingår i Region Atlacomulco. Amanalco är en av de mest glesbefolkade kommunerna i delstaten.